# Corioxenidae
Corioxenidae (лат.) — семейство веерокрылых насекомых из отряда Strepsiptera. 12 родов и около 40 видов.

## Описание
Африка, Азия, Южная и Северная Америка, Австралия. В Европе один вид — Malayoxenos trapezonoti Pohl & Melber, 1996 обнаружен в Европе. Мандибулы у самцов отсутствуют, их усики 5, 6 или 7-члениковые (флагеллум на сегментах 3-4 или 3-5). Лапки самцов 4 или 5-члениковые. Эдеагус прямой. На цефалотораксе рудиментарные омматидии. Крылья с укороченной жилкой CuM1. Паразитируют на клопах (Heteroptera) из семейств Lygaeidae, Pentatomidae, Scutelleridae, Cydnidae и Coreidae.

## Систематика
На основании строения лапок и коготков самцов выделяют 3 подсемейства, 12 родов и около 40 видов.
- Corioxeninae Kinzelbach, 1970 (=Blissoxeninae, Loaninae)
  - Australoxenos : A. yetmaniensis
  - Blissoxenos Miyamoto & Kifune, 1984: B. esakii[5]
  - Corioxenos Blair, 1936: C. acucyrtophallus, C. antestiae, C. raoi
  - Floridoxenos Kathirithamby and Peck, 1994: F. monroensis
  - Loania Kinzelbach, 1970[6] (= Perissozocera Johnson, 1976)
  - Malagasyxenos Cook & Tribull, 2013: M. gymnostoma[7]
  - Malayaxenos Kifune, 1981: M. kitaokai, M. trapezonoti
  - Mufagaa Kinzelbach, 1980: M. talhouki
  - Viridipromontorius Luna de Carvalho, 1985: V. vanharteni
- Triozocerinae Kinzelbach, 1970
  - Dundoxenos Luna de Carvalho, 1956: D. breviphlebos, D. kinzelbachi, D. vilhenai
  - Triozocera Pierce, 1909 — более 20 видов
- Uniclavinae Kathirithamby, 1989
  - Proceroxenos Pohl, Katbeh-Bader & Schneider, 1996: P. jordanicus Pohl, Katbeh-Bader & Schneider, 1996
  - Uniclavus Kathirithamby, 1989: U. zambezensis Kathirithamby, 1989